# Mármol de Paros

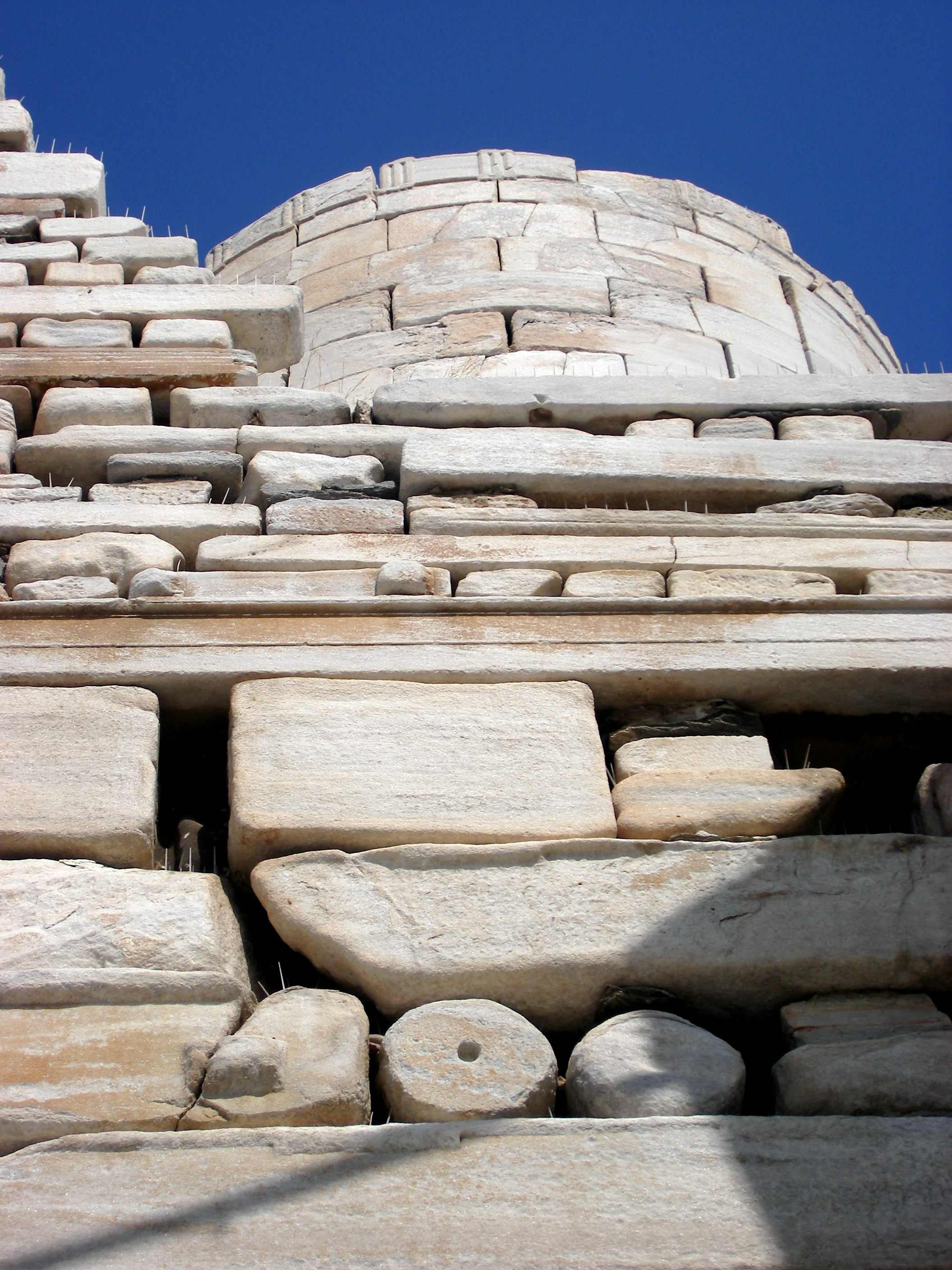
Bloques de mármol reutilizados como material de construcción para los muros del castillo veneciano de Paros en la época medieval.

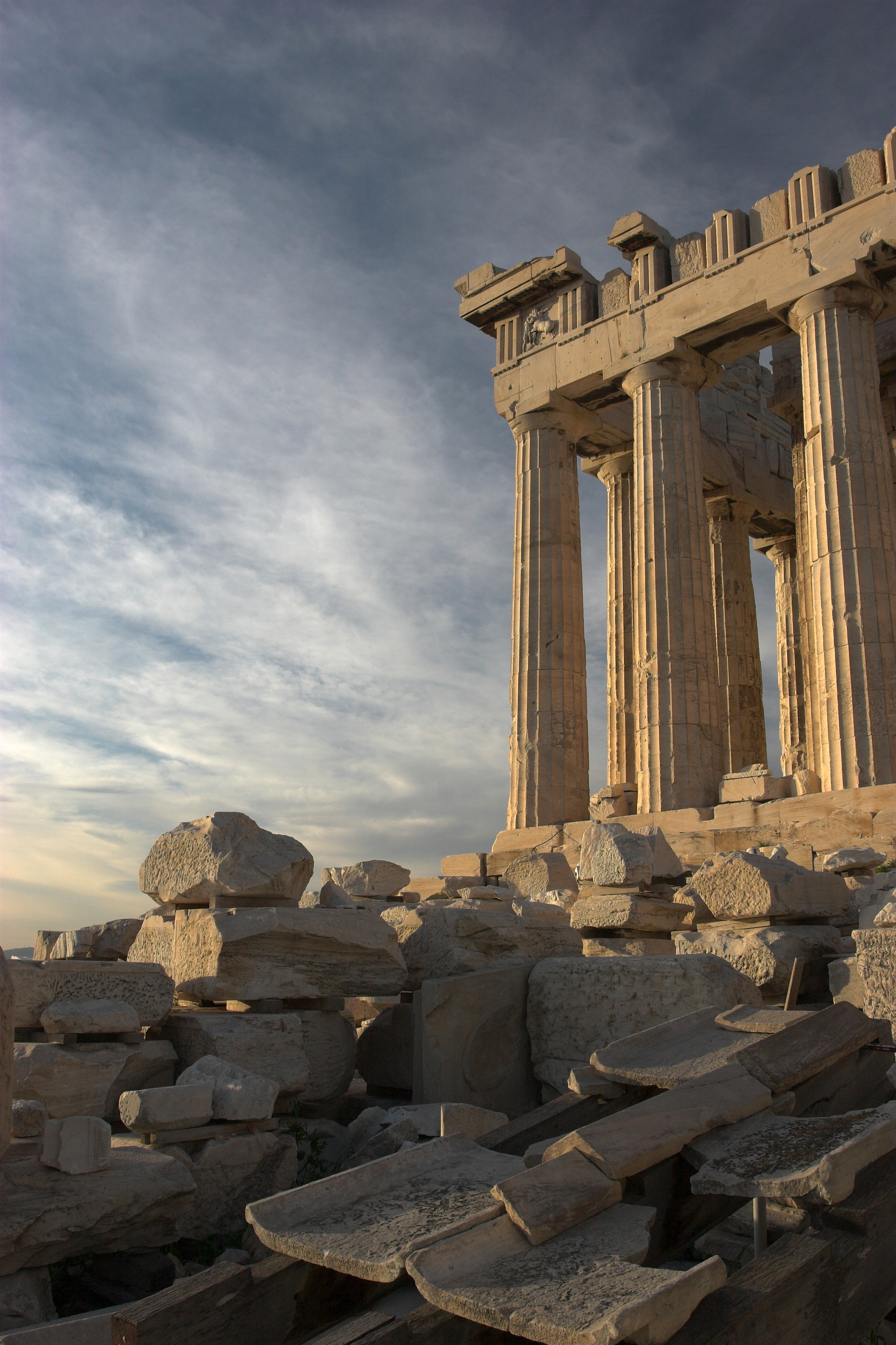
Partenón. En primer plano, en el suelo, restos de las tejas.

Mármol pario o mármol de Paros es un tipo de mármol de grano fino, semitranslúcido y de un color blanco puro que se extraía del monte Parpessa en la isla griega de Paros durante la época clásica helena, en la antigüedad. Era un mármol muy apreciado y valorado para realizar esculturas. Algunas de las más grandes obras escultóricas antiguas griegas fueron talladas con este tipo de mármol, como la Venus de Médici, la Victoria de Samotracia o el Hermes de Praxíteles. Las canteras primigenias de las que se extrajeron los bloques de mármol pueden aún ser vistas en la parte norte de la isla, en las cuestas de su pico central. De ellas se extrajo mármol desde fechas tan lejanas como el siglo VI a. C.
Para las tejas del Partenón (Acrópolis de Atenas) se utilizó mármol de Paros, mientras que el resto del edificio se construyó en mármol pentélico.
Ya en el siglo XIX, se eligió el mármol de Paros para la tumba de Napoleón en los Inválidos (París).

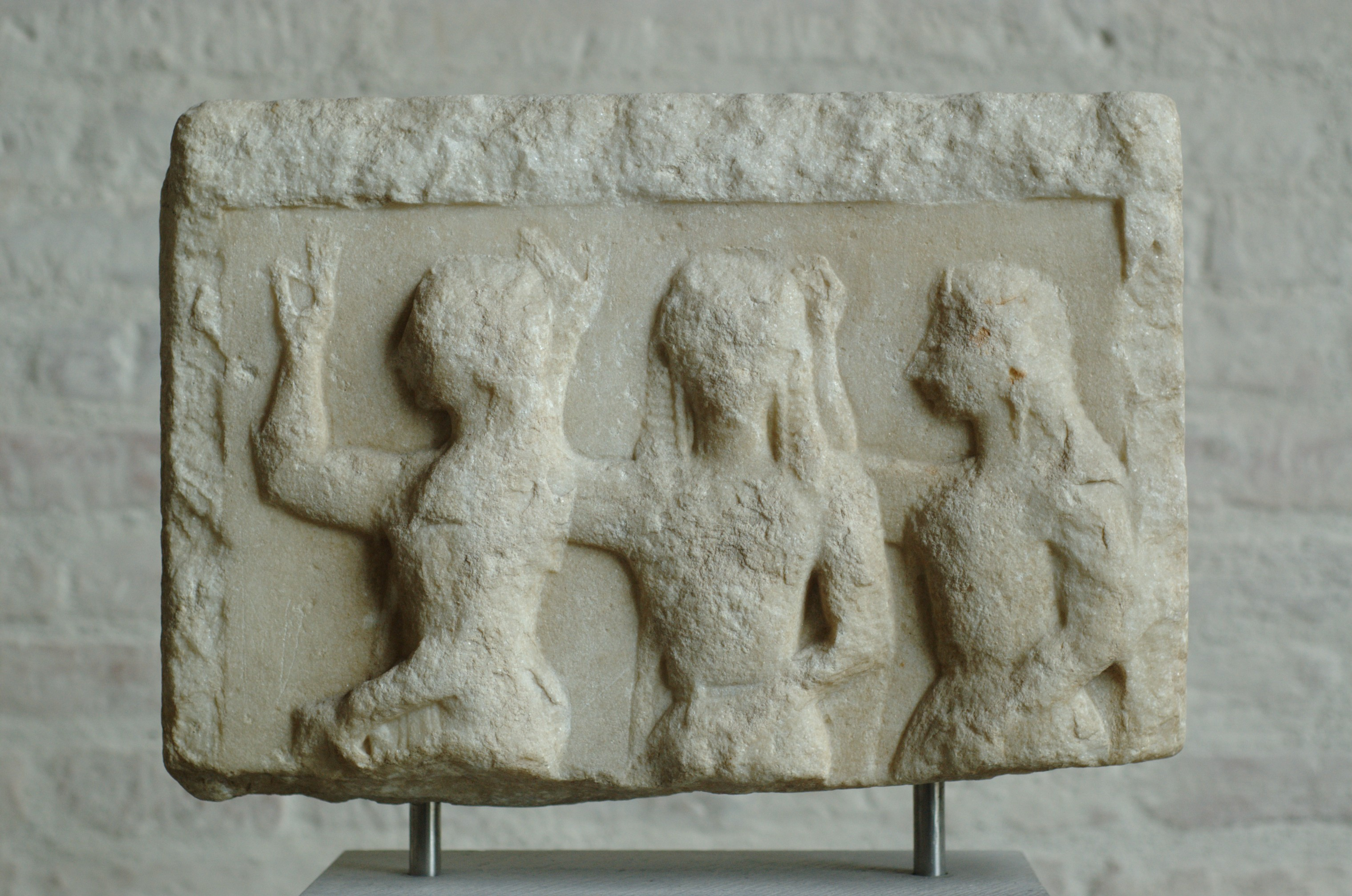
Relieve de las cárites, ca. 570-560 a. C.
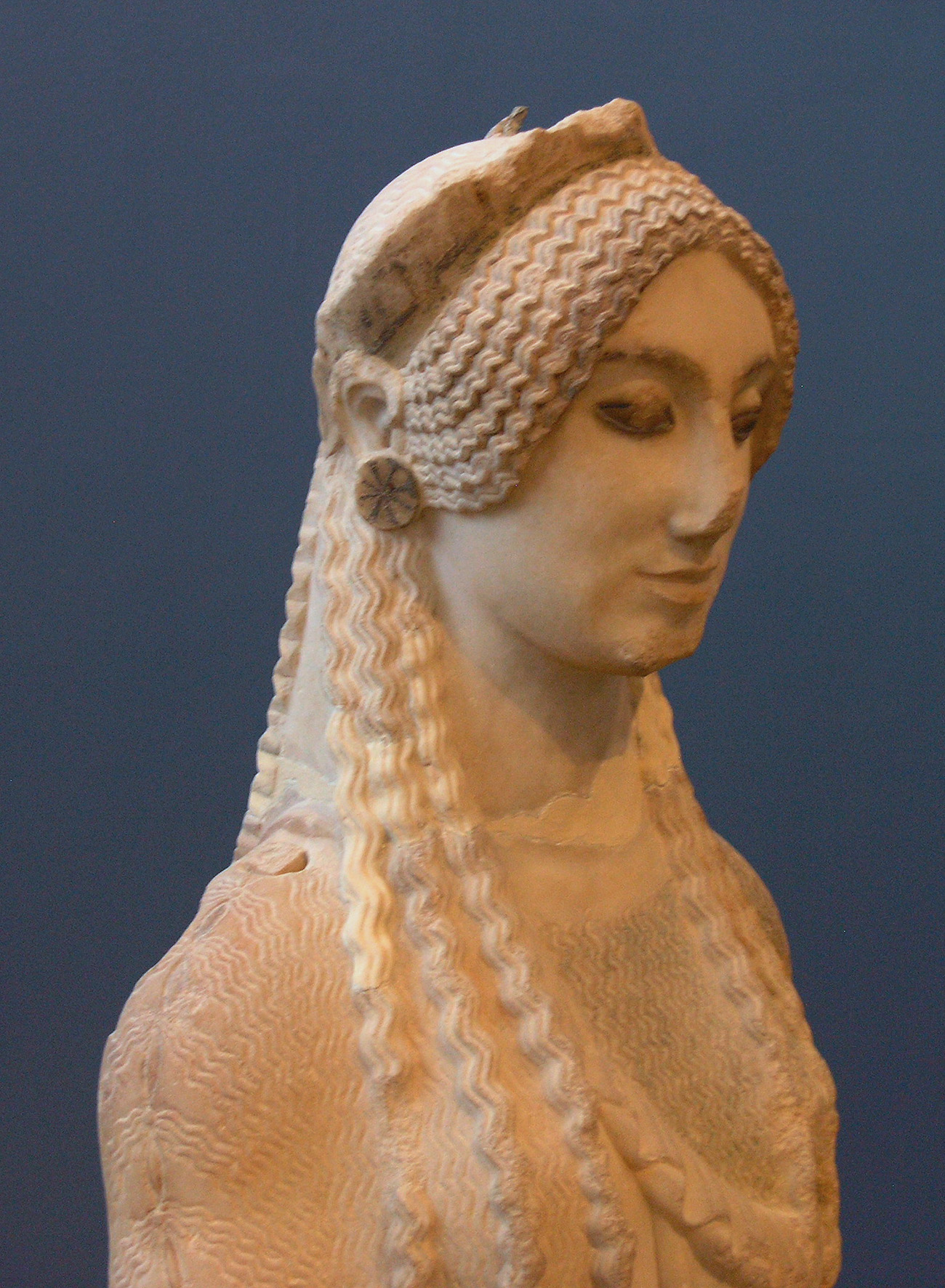
Koré, ca. 500 a. C.
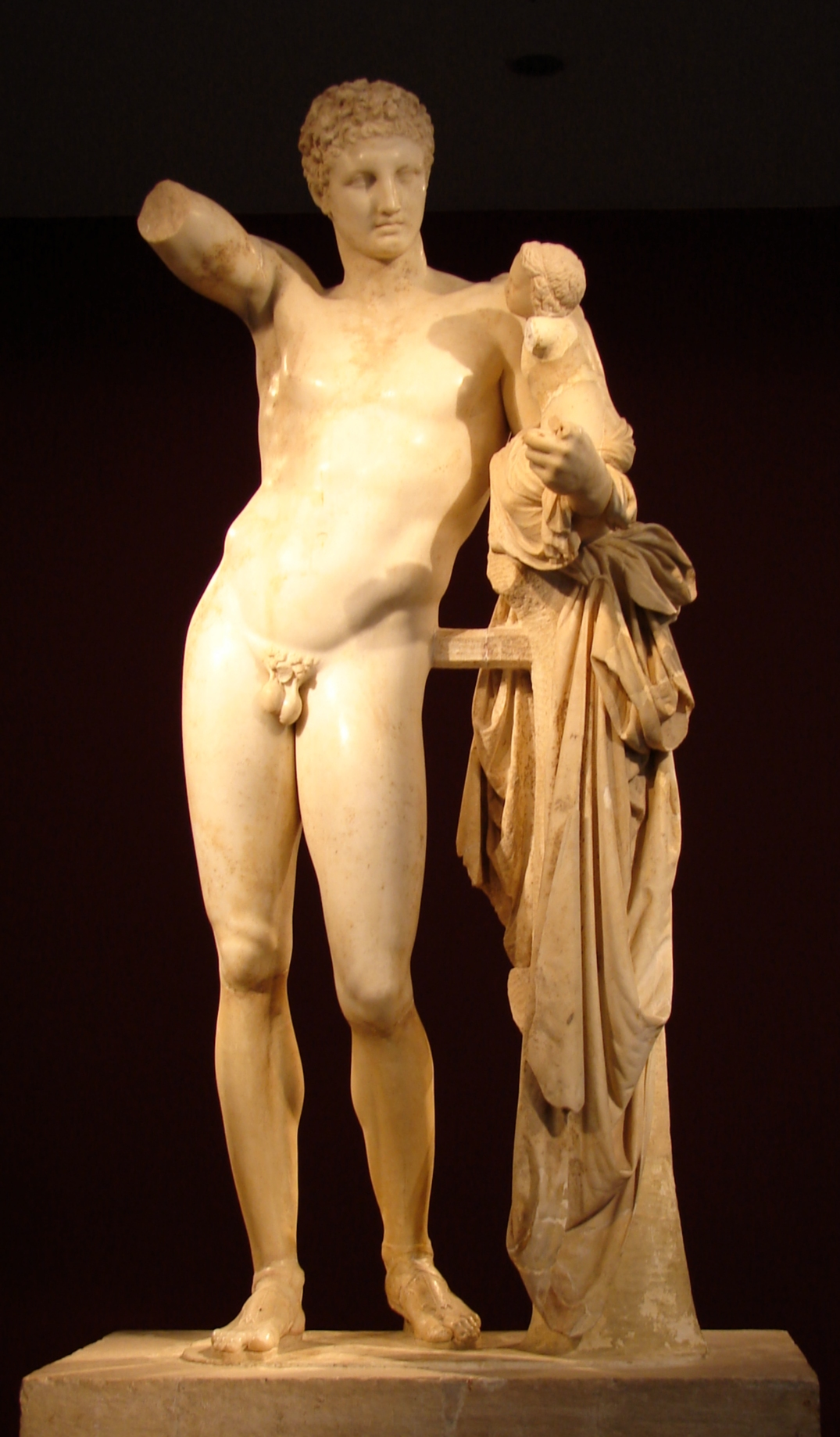
Hermes con el niño Dionisio, de Praxíteles, ca. 350 a. C.
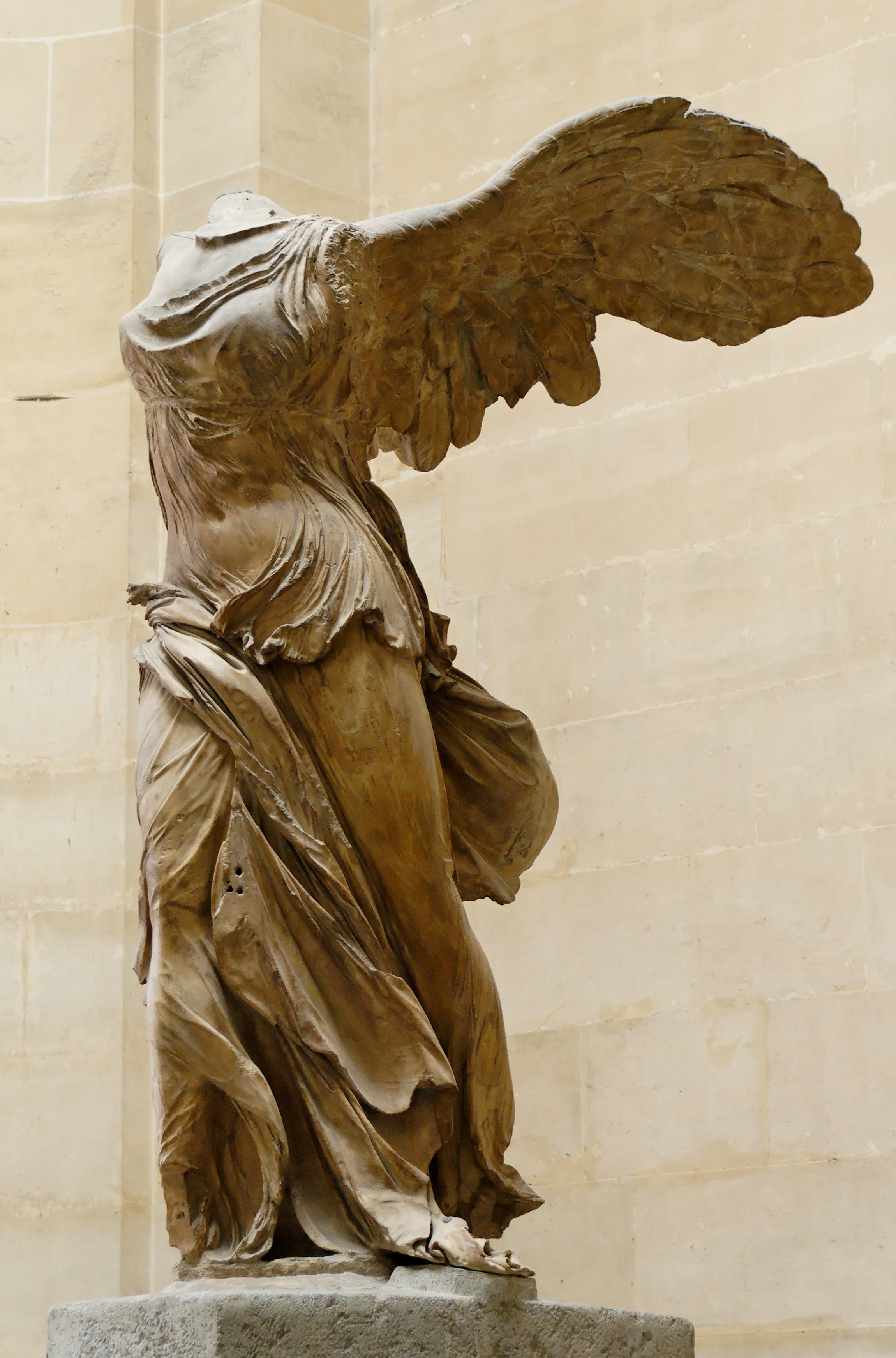
Victoria de Samotracia, ca. 190 a. C.
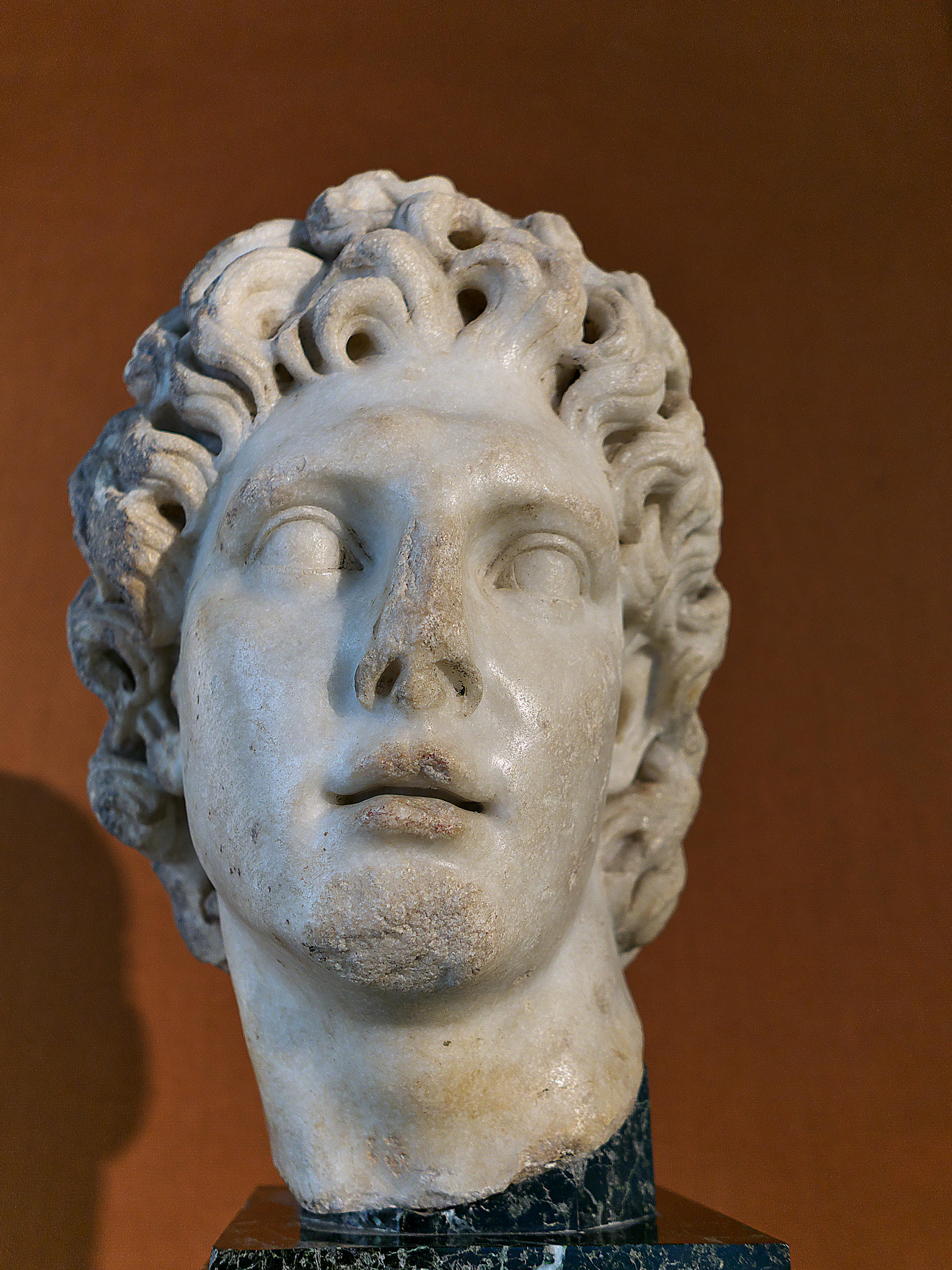
Alejandro Magno, Itálica

## Parian ware
Para imitar la blancura y finura del mármol de Paros, se desarrolló un tipo de porcelana denominada Parian ware (Thomas Battam, Inglaterra, 1842).

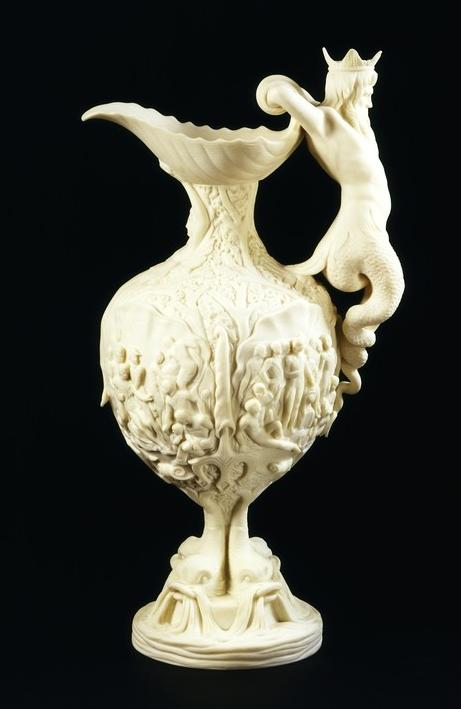
The Nelson Jug, 1851.